# Ostrowy Wąskotorowe
Ostrowy Wąskotorowe – wąskotorowa stacja kolejowa w Nowych Ostrowach na linii kolejowej Krośniewice – Ostrowy Wąskotorowe, w powiecie kutnowskim, w województwie łódzkim, w Polsce.